# Schwere Intelligenzminderung, eingeschränktes Sprachvermögen, Strabismus, grimassierendes Gesicht, lange Finger-Syndrom
Das Schwere Intelligenzminderung, eingeschränktes Sprachvermögen, Strabismus, grimassierendes Gesicht, lange Finger-Syndrom ist eine autosomal dominante Erbkrankheit. Sie wird durch eine Mutation von GATAD2B (Genort: 1q21.3), einer Untereinheit des Methyl-CpG-bindenden Protein-1-Komplexes, hervorgerufen und wurde im Jahr 2013 beschrieben. Entsprechend dem verursachenden Gen wird die Krankheit auch als GATAD2B-Associated Neurodevelopmental Disorder (Abk.: GAND) bezeichnet. Als weitere Bezeichnung findet sich Geistige Behinderung, autosomal dominant 18 (engl.: Mental retardation, autosomal dominant 18; Abk.: MRD18).

## Verbreitung und Ursache
Die Prävalenz der Erkrankungen liegt bei unter 1 zu 1.000.000. Sie wird dominant vererbt und manifestiert sich im Kleinkindalter. Im Januar 2020 erschien eine Publikation, die 50 Fälle beschrieb.
Die Krankheit wird durch eine Mutation des Gens GATAD2B (Genort: 1q21.3) hervorgerufen. Die Erkrankung tritt in der Regel de novo, d. h. spontan, auf und wird nur sehr selten, beispielsweise wenn ein Mosaik vorliegt und der Elternteil symptomfrei ist, vererbt. Im Tierversuch (mittels Drosophila) bewirkte eine Schädigung des orthologen Gens Einschränkungen der Lernfähigkeit der Tiere und eine veränderte Morphologie der Synapsen. Insgesamt sind bislang 41 Varianten von GATAD2B beschrieben, die Ausmaß und Umfang der Symptome bestimmen.

## Klinische Erscheinungen
Die Symptome sind vielfältig, treten nicht bei allen Betroffenen gleichermaßen auf und umfassen nach heutigem Wissensstand die folgenden Punkte:
- Muskelhypotonie[3][4]
- Makrozephalie[4]
- Hypertelorismus[4]
- Epilepsie,[4] insbesondere Absence-Epilepsie[7]
- leichte bis schwere geistige Behinderung[3][4]
- stark eingeschränkte verbale Kommunikationsfähigkeiten[3][4]
- röhrenförmig geformte Nase mit markant hervorstehender Nasenspitze[3][4]
- kurzes Philtrum,[3] breiter Mund
- dünnes Haar[3]
- Strabismus[3][4] oder Hypermetropie
- Grimassieren
- lange, schlanke Finger

Der Umfang der verbalen Kommunikationsfähigkeiten variiert von betroffenem Individuum zu betroffenem Individuum, wenngleich jedoch auf sehr niedrigem Niveau: Die Bandbreite reicht von der Abwesenheit jeglicher gesprochener Sprache bis hin zu einem Wortschatz von 30 Wörtern im Alter von 3 Jahren und 8 Monaten.
Alle betroffenen Individuen haben gemeinsam, dass sie die frühkindlichen Entwicklungsmeilensteine, wenn überhaupt, verspätet erreichen. So variiert die Spanne, in der die Betroffenen das Sitzen erlernen, von 9,5 Monaten bis 19,9 Monaten mit einem Durchschnittswert von 14,7 Monaten. Laufen lernen die Betroffenen erst mit einem Alter von durchschnittlich 33,1 Monaten, wobei die Spanne von 20,5 Monaten bis 45,7 Monaten reicht. Gleichzeitig sei erwähnt, dass nicht alle Betroffenen Laufen lernen und selbst dann, wenn sie es tun, ist ihr Gang sehr wackelig und instabil.

## Untersuchungsmethoden, Behandlung und Vorbeugung
Eine eindeutige Diagnose erfolgt durch eine genetische Analyse des GATAD2B-Gens.
Eine kurative Behandlung ist nicht bekannt.
Behandelt werden die Symptome, mit Ergotherapie, Physiotherapie, Logopädie.
Es liegen keine Anhaltspunkte vor, dass die spontane Genveränderung verhindert oder durch Einflüsse von Umwelt-, Ernährungs- oder Lebensstilfaktoren provoziert werden kann. Trägt jedoch ein Elternteil diese Veränderung (auch als Keimzellenmosaik), so ist das Risiko erhöht.